# Gordonia luzonica
Gordonia luzonica là một loài thực vật có hoa trong họ Theaceae. Loài này được S.Vidal mô tả khoa học đầu tiên năm 1886.